# Paul Gray (lekkoatleta)
Paul Gray (ur. 25 maja 1969) – walijski lekkoatleta specjalizujący się w biegach płotkarskich i sprinterskich.
Na arenie międzynarodowej odniósł następujące sukcesy:
| Rok  | Miejsce         | Zawody                      | Konkurencja                          | Pozycja                  | Wynik         |
| ---- | --------------- | --------------------------- | ------------------------------------ | ------------------------ | ------------- |
| 1987 | Birmingham      | mistrzostwa Europy juniorów | bieg na 110 m ppł                    | brązowy medal            | 14,16         |
| 1988 | Greater Sudbury | mistrzostwa świata juniorów | bieg na 110 m ppł                    | 5. miejsce               | 14,02         |
| 1994 | Victoria        | igrzyska Wspólnoty Narodów  | bieg na 110 m ppł sztafeta 4 × 400 m | brązowy medal 7. miejsce | 13,54 3:07,80 |
| 1998 | Kuala Lumpur    | igrzyska Wspólnoty Narodów  | bieg na 110 m ppł sztafeta 4 × 400 m | 4. miejsce brązowy medal | 13,62 3:01,86 |

W lekkoatletycznych mistrzostwach Wielkiej Brytanii zdobył łącznie 6 medali: na stadionie – złoty (1998) i srebrny (1999) w biegu na 400 m ppł oraz 2 srebrne (1994, 2004) w biegu na 110 m ppł; w hali – złoty (1995) i brązowy (1999) w biegu na 60 m ppł.
Rekordy życiowe:
- stadion

- bieg na 100 m – 10,99 (31 lipca 2004, Stoke)
- bieg na 400 m – 47,49 (20 czerwca 1998, Cwmbran)
- bieg na 110 m ppł – 13,53 (22 sierpnia 1994, Victoria)
- bieg na 400 m ppł – 49,16 (18 sierpnia 1998, Budapeszt)
- sztafeta 4 × 400 metrów – 3:01,86 (21 września 1998, Kuala Lumpur)

- hala

- bieg na 60 m ppł – 7,80 (23 lutego 1997, Birmingham)